# Trechus mitchellensis
Trechus mitchellensis är en skalbaggsart som beskrevs av Barr. Trechus mitchellensis ingår i släktet Trechus och familjen jordlöpare. Inga underarter finns listade i Catalogue of Life.